# Electronica 2: The Heart of Noise
Electronica 2: The Heart of Noise è il quindicesimo album in studio del musicista francese Jean-Michel Jarre, pubblicato nel 2016.
Si tratta della seconda ed ultima parte della serie "Electronica" dopo Electronica 1: The Time Machine del 2015. Come il precedente, il disco è composto da tracce che vedono quindici collaboratori diversi, e in più tre brani attribuiti al solo Jarre.
Fra i collaboratori spicca il nome di Edward Snowden, l'informatico e "whistleblower" americano, il quale ha incontrato Jarre a Mosca, dove vive in asilo, per un breve colloquio. Il brano "Exit" riporta la voce di Snowden che parla della divulgazione di dati personali e del diritto alla privacy. Ad accompagnare il brano è stato pubblicato anche un video clip in cui appare anche Snowden. 

## Tracce
1. The Heart of Noise, Pt. 1 (feat. Rone) – 4:26
2. The Heart of Noise, Pt. 2 – 4:10
3. Brick England (feat. Pet Shop Boys) – 4:01
4. These Creatures (feat. Julia Holter) – 3:58
5. As One (feat. Primal Scream) – 3:58
6. Here for You (feat. Gary Numan) – 3:59
7. Electrees (feat. Hans Zimmer) – 4:10
8. Exit (feat. Edward Snowden) – 6:19
9. What You Want (feat. Peaches) – 3:27
10. Gisele (feat. Sébastien Tellier) – 3:43
11. Switch on Leon (feat. The Orb) – 4:43
12. Circus (feat. Siriusmo) – 3:09
13. Why This, Why That and Why (feat. Yello) – 3:58
14. The Architect (feat. Jeff Mills) – 4:43
15. Swipe to the Right (feat. Cyndi Lauper) – 4:54
16. Walking the Mile (feat. Christophe) – 4:52
17. Falling Down – 3:23
18. The Heart of Noise (The Origin) – 2:39